# Caudatispora biapiculata
Caudatispora biapiculata är en svampart som beskrevs av Huhndorf & F.A. Fernández 1999. Caudatispora biapiculata ingår i släktet Caudatispora, klassen Sordariomycetes, divisionen sporsäcksvampar och riket svampar.   Inga underarter finns listade i Catalogue of Life.